# Теро Мянтюля
Тѐро Ю̀хани Мя̀нтюля (на фински Tero Juhani Mäntylä ) е финландски футболист, централен защитник. Роден е на 18 април 1991 г. в град Сейняйоки, Финландия. В България е познат от престоя си в Лудогорец (Разград) . Мянтюля е първият финландски футболист играл в българската А ПФГ. На 11 декември 2014 г. преминава в норвежкия ФК Олесунс .

## Кариера
Мянтюля започва да играе футбол като юноша в тима на родния си град СЯК Сейняйоки. Дебютира в мъжкия отбор през 2007 г. През периода 2008 – 2010 г. е с екипа на английски ФК Портсмът, но не изиграва нито един мач в първия отбор на тима . През 2010 – 2011 г. играе във финландския Интер Турку . В началото на 2012 г. преминава в Лудогорец (Разград). Има изиграни 12 мача с 1 отбелязан гол за националния младежки отбор на Финландия до 21 г. възраст .

## „Лудогорец“
Дебютира за „Лудогорец“ като си отбелязва куриозен автогол в срещата от полуфинала за купата на България Септември (Симитли)-Лудогорец 1 – 4 играна на 12 април 2012 г. .
Отбелязва първия си гол в официален мач в срещата от втория предварителен кръг на Шампионската лига на 17 юли 2013 г. в срещата Слован (Братислава)-Лудогорец 2 – 1 . Този гол остава единствен в актива му за „Лудогорец“.
През декември 2014 г. разтрогва по взаимно съгласие.

## Национален отбор
Дебютира за националния отбор на своята страна на 21 май 2014 г. в приятелската среща Финландия-Чехия 2 – 2, играна във финландската столица Хелзинки .

## Успехи

### „Лудогорец“
- Шампион на A ПФГ: 2011 – 2012, 2012 – 2013, 2013 – 2014
- Носител на купата на България: 2011 – 2012, 2013 – 2014
- Носител на суперкупата на България: 2012, 2014